# 和田アキ子殺人事件
『和田アキ子殺人事件』（わだアキこさつじんじけん）は、2007年2月12日、21:00 - 22:54（JST）にTBS系列『月曜ゴールデン』で放送されたミステリーテレビドラマ・バラエティである。和田アキ子本人はこれを「ドラエティ」と称している。
サブタイトルは「アッコが殺害された!容疑者は黒柳・細木・みの・玉緒・久本・爆笑問題・飯島・工藤・倖田ほか実名芸能人1000人以上!華麗なる超大物真犯人が語る衝撃の動機と壮絶な結末」であった。

## 概要
このドラマはホリプロの和田担当マネージャーである西尾聖が、「もし、和田アキ子が殺されたら一体どうなるか?」と発案したことで生まれたドラマである。
番組の制作を発表した直後、ホリプロに「和田はお亡くなったのですか?」と問い合わせの電話があったことを和田が明かしていた。
通常、テレビドラマではカンペはなく、台詞を覚えて演技するものであるが、三村マサカズに関しては一切台詞を覚えず、用意されたカンペを見ながら演技していたと同局『ズバリ言うわよ!』2007年2月6日放送分でバラされた。清原和博によれば、「シーンの途中から台本に台詞が書かれておらず、ほぼアドリブ状態であった」という。
視聴率は18.5%（ビデオリサーチ関東地区調べ）を記録した。
DVDは、2007年4月18日にポニーキャニオンから発売された。

## 劇中のエピソード
- ドラマ中に出ていた和田のサングラス、服はすべて和田の私物である[1][出典無効]。
- TBSの正面玄関として撮影された場所は、実際には緑山スタジオの玄関である。
- 実際にTBSで放送されている番組のパロディが織り込まれたシーンが数多くあった（後述）。例として、出演した船越英一郎が「狩矢警部も知ってるぞ!」「俺に任せれば二時間で解決してやる」と言ったシーンなどがある。また、『アッコにおまかせ!』の後続番組として、「峰におまかせ!」という番組も登場した（このほか『どうぶつ奇想天外!』をもじった「動物ふしぎいっぱい」やかつて同局で放送された『ニュースの森』をもじった「ニュースの林」などがあった）。
- グラビアの撮影シーンがあった田代さやかは、後にそのグラビアを収めた写真集を本当に発売している[2]。
- このドラマの中で多くの芸能人の証言から「和田アキ子伝説」が数多く放送された。
- 2006年10月30日、和田が『森田一義アワー 笑っていいとも!』内の「テレフォンショッキング」のゲストとして出演した際に、「今度私が殺される役をするから出てよ」と発言し、それにタモリも「ええ、いいですよ。」と即答し、これと同時に、明石家さんまに以前出演を依頼した際、留守電に「殺します、絶対殺します」と吹き込まれていたことも明かした。
- 『みのもんたの朝ズバッ!』に出演したアナウンサーは『朝ズバッ!』のコメンテーター役を演じた。
- クレジットロールの最後には、「このドラマは半分ノンフィクションで、半分フィクションです。」と表記された。
- 刑事から和田の評判を聞かれた際、登場人物のほとんどが日頃の不満を答えているが、このドラマ自体がバラエティーの一環のため、「大丈夫ですか？こんなこと言っちゃって」「明日からテレビ局行き辛いわ」などと後悔したような言葉を漏らしていた。もちろんここの部分は演者のアドリブである。

## キャスト
演者が表記されていないものは実名での出演。
- 和田アキ子
- 西田聖 マネージャー：三村マサカズ
- 島袋泰造 刑事：上田晋也
  - 階級は警部であり、若手エリートである。噂によれば裏の世界でも顔がきくらしい。
- タモリ
- ビートたけし
- 明石家さんま
- 西田美穂（西田の妻）：戸田菜穂
- 山本プロデューサー：金田明夫
- 片岡ディレクター：細川茂樹
- 吉岡敬太 刑事：賀集利樹
  - 島袋の部下で、相棒でもある。ドジをやってしまう事もあるが、やる時はやる男である。
- 『みのもんたの朝ズバッ!』プロデューサー：相島一之
- レストランの老人ウェイター：寺田農
- カメラマン：加納典明
- 『アッコにおまかせ!』ディレクター：イジリー岡田
- タイムキーパー：安田美香
- 西田の同僚：つぶやきシロー
- グラビアアイドル：田代さやか
- グラビアアイドルのマネージャー：載寧龍二
- 西田秀樹（西田夫妻の息子）(子役)：谷端奏人
- アナウンサー：小林麻耶
- クイズ作家 山口・立ち飲み屋のおやじ：大竹一樹
- 三上慶介：有田哲平
  - 有名ファンドの社長。西田と学生時代の同期。
- 松村邦洋
  - 冒頭で何者かに毒殺される。
- みのもんた
  - 『朝ズバッ!』の出演者として登場。実際に事件が起こる前に、CM制作として和田を拳銃で襲う役を演じた。
- 安住紳一郎
- 安東弘樹
  - 『アッコにおまかせ!』の司会。
- 高畑百合子・柴田秀一・竹内香苗・水野真裕美
  - 『朝ズバッ!』のコメンテーター。
- 青木裕子
  - テレビ画面のニュースキャスター（本人役）・サンデージャポン出演者として一瞬出演（本人役）の二役。
- 飯島直子
- 磯山さやか
- ガッツ石松
- 工藤静香
- 黒柳徹子
- 清原和博
- 倖田來未
- 須永慶
  - 和田の主治医。
- 竹山隆範
- 出川哲朗
- 中村玉緒
- 爆笑問題 - サンデージャポンの出演者として登場。
  - 太田光 - 聞き込みをする西田に対し、役者の三村の名前を仄めかすネタを演じた。
  - 田中裕二
- 久本雅美
- 船越英一郎
- 細木数子
- 峰竜太
- 垣花正
  - CGオペレーターとして一瞬出演。
- 岩本勉
  - 和田の身代わり役?オーディションの出場者役
- ガダルカナル・タカ - たけしのコマネチ大学数学科の姿だった
- 勝俣州和
- 光浦靖子
- KABA.ちゃん
- 山口もえ

その他、多数の和田と共演した人物及び関係・親交のある人物が容疑者のうち1人として出演。実名芸能人1000人以上。

## 当番組内で登場した番組
- アッコにおまかせ!
- みのもんたの朝ズバッ!
- さんまのSUPERからくりTV
- ぴったんこカン・カン
- ズバリ言うわよ!
- サンデージャポン

## スタッフ
- 企画：西尾聖（ホリプロ）、片山剛
- プロデューサー：海本泰、三瓶慶介（ホリプロ）
- 脚本：福田雄一
- 監督：片山剛
- ディレクター：荻野達也（ホリプロ）
- 協力：エヌ・エス・ティー、アックス、TAMCO、東通、ティ・エル・シー、赤坂ビデオセンター、サウンズアート、緑山スタジオ・シティ
- 制作協力：ホリプロ
- 制作：TBSテレビ
- 製作：TBS